# Museo Kanellopoulos
El Museo Kanellopoulos es un museo de Grecia ubicado en Atenas. 

## Historia del museo
Tras la donación en 1972 de la colección de Paulos y Alexandra Kanellopoulos al estado de Grecia, en 1976 fue fundado un museo para albergarla. El edificio donde se halla se conoce como la «casa Mijalea», una mansión neoclásica que había sido construida en 1884. En 2010 se amplió con una nueva ala.

## Colecciones
El museo contiene una colección de objetos que abarcan periodos comprendidos entre la prehistoria y los tiempos modernos. El ala nueva del museo alberga piezas de una cronología más antigua, entre la prehistoria y la época romana, mientras el ala antigua exhibe las piezas de la época de los primitivos cristianos, de la época bizantina y algunas obras modernas. Además, en el ala nueva se conservan restos de una casa medieval que se conectaba con la fortificación que protegía la acrópolis en el siglo XIII.

### Arte antiguo
En la colección de arte antiguo de este museo están representados el periodo neolítico, las civilización cicládica, minoica y micénica; el arte chipriota; y los periodos geométrico, arcaico, clásico, helenístico y romano. Incluye herramientas, figurillas, jarrones y joyas. También se exhiben piezas escultóricas de sarcófagos de época romana procedentes de Fayún.
|                                               |
| Torso de una figurilla femenina del neolítico |

|                       |
| Figurillas cicládicas |

|                                   |
| Piezas de la civilización minoica |

### Arte bizantino y post-bizantino
Con respecto a las épocas bizantina y post-bizantina, el museo exhibe importantes piezas pictóricas, joyas y otros objetos. Destacan las pertenecientes a la escuela cretense, con autores como Miguel Damasceno, Emmanuel Tzanes, Viktoras, Emmanuel Lambardos, Fragias Kavertzas, Jeremías Palladas, Spyridon Stentas y Filotheos Skufos; y a la escuela heptanesa, con autores como Nikolaos Kallergis. Otras pertenecen a la época anterior a la caída de Constantinopla.
|                                                      |
| Madre della Consolazione, obra de Nikolaos Tzafouris |

|                                                             |
| El nacimiento de la Virgen María, obra de Theodore Poulakis |